# Zorneding
Zorneding là một đô thị ở huyện Ebersberg, bang Bayern, Đức. Đô thị này có khoảng cách khoảng 20 km về phía đông của Munich, thủ phủ bang Bayern.
Về phía tây bắc, Zorneding giáp Vaterstetten, đông bắc giáp Rừng Ebersberg (Ebersberger Forst), phía đông giáp Kirchseeon, phía nam giáp Oberpframmern còng tây nam giáp huyện Munich.
Zorneding được nhắc tới trong tại liệu vào ngày 4 tháng 9 năm 813.